# Азійсько-Африканський коридор зростання
Азійсько-Африканський коридор зростання англ. Asia-Africa Growth Corridor (AAGC) — угода про економічне співробітництво між урядами Індії, Японії та кількох африканських країн.

## Історія
5 травня 2017 року Індія на засіданні Африканського банку розвитку в Гуджараті представила дорожню карту коридору зростання Азії та Африки (AAGC). Інститут досліджень та інформаційних систем для країн, що розвиваються (RIS), Нью - Делі, Інститут економічних досліджень АСЕАН і Східної Азії (ERIA), Джакарта, і Інститут країн, що розвиваються (IDE-JETRO), Токіо, розробили цей документ на основі консультацій з азійськими та африканськими аналітичними центрами. Вона спрямована на індо-японську співпрацю з метою розвитку якісної інфраструктури в Африці, доповненої цифровим підключенням, що сприятиме реалізації ідеї створення вільного та відкритого Індо-Тихоокеанського регіону. AAGC надаватиме пріоритет проектам розвитку у галузі охорони здоров’я та фармацевтики, сільського господарства та агропереробки, управління стихійними лихами та підвищення кваліфікації. Аспекти зв’язку AAGC будуть доповнені якісною інфраструктурою.